# John de Havilland
John de Havilland, född 17 oktober 1918 i Edgware norr om London, död 23 augusti 1943 vid Hatfield i Hertfordshire, var en brittisk testpilot. Han var son till Geoffrey de Havilland.
John och hans bror Geoffrey växte upp med företaget de Havilland och de båda bröderna kom att arbeta som testpiloter vid företaget. Vid en testflygning med Mosquito Mark VI kolliderade han med en Mosquito Mark VI som flögs av piloten George Gibbins; båda flygplanen som var tillverkade av trä smulades sönder i luften.